# نموذج الشبكة
إن نموذج الشبكة هو نموذج قاعدة بيانات ينظر إليه باعتباره طريقة مرنة لتمثيل الأشياء وعلاقاتها. ويتميز في المقام الأول بأن مخططه، الذي ينظر له كرسم بياني تظهر فيه أنواع الأشياء كعقد وأنواع العلاقات كأسهم، لا يقتصر على كونه مجرد تسلسل هرمي أو شبكي.

أمثلة على نموذج الشبكة.

كان تشارلز باخمان (Charles Bachman) المخترع الأساسي لنموذج الشبكة، ثم تطور ليطابق المواصفات المنشورة في 1969 بواسطة جمعية مؤتمر لغات نظم البيانات (CODASYL).

## نظرة عامة
بينما يعمل نموذج البيانات التدريجي على هيكلة البيانات في صورة شجرة من السجلات، يحتوي كل سجل على سجل أصلي واحد وسجلات فرعية كثيرة، يتيح نموذج الشبكة لكل سجل فرعي الحصول على سجلات أصلية وفرعية كثيرة بما يشكل هيكلاً بيانيًا معممًا. تنطبق هذه الخاصية على مستويين: المخطط عبارة عن رسم بياني معمم من أنواع السجلات يتصل بواسطة أنواع العلاقات (يسمى «أنواع المجموعة» في مؤتمر لغات نظم البيانات "CODASYL")، وقاعدة البيانات نفسها عبارة عن رسم بياني معمم من أحداث السجل يتصل عن طريق العلاقات («مجموعات» مؤتمر لغات نظم البيانات "CODASYL"). ويسمح بالدورات على كلا المستويين.
وكانت الحجة الأساسية لصالح نموذج الشبكة مقارنة بالنموذج التدريجي متمثلة في إتاحته إمكانية نمذجة أكثر طبيعية للعلاقات بين الكيانات. وعلى الرغم من أن النموذج نُفذ واستخدم على نطاق واسع، إلا أنه فشل في الهيمنة لسببين أساسيين. أولاً اختارت شركة آي بي إم (IBM) الإبقاء على امتدادات شبه الشبكة في المنتجات المتوفرة الخاصة بها مثل نظام إدارة المعلومات (IMS) وDL/I. ثانيًا، أزيح النموذج في النهاية واستبدل بالنموذج الترابطي الذي قدم واجهة توضيحية ذات مستوى أعلى. وحتى بداية الثمانينيات من القرن العشرين، استفاد الأداء كثيرًا من انخفاض مستوى واجهات التنقل منخفضة المستوى المقدمة بواسطة قواعد البيانات التدريجية والشبكية والتي كانت مقنعة لكثير من التطبيقات واسعة النطاق، ولكن بعدما أصبحت الأجهزة أسرع، فقد أدت الإنتاجية والمرونة الزائدة للنموذج الارتباطي إلى هجر نموذج الشبكة تدريجيًا في استخدام المؤسسات والشركات.

## أنظمة قواعد البيانات
تشتمل بعض أنظمة قواعد البيانات المعروفة التي تستخدم نموذج الشبكة على:
- نظام إدارة قواعد البيانات المتكامل (IDMS)
- مدير قاعدة البيانات ريما (RDM) المضمن
- خادم مدير قاعدة البيانات ريما (RDM)
- تربو إيمدج (TurboIMAGE)
- قواعد بيانات يونيسيس أو إس 2200|يونيفاك دي إم إس-1100 (Univac DMS-1100)

تشتمل بعض أنظمة قواعد البيانات المعروفة التي تستخدم نموذج الشبكة على:
- نظام إدارة قواعد البيانات المتكامل (IDMS)
- مدير قاعدة البيانات ريما (RDM) المضمن
- خادم مدير قاعدة البيانات ريما (RDM)
- تربو إيمدج (TurboIMAGE)
- قواعد بيانات يونيسيس أو إس 2200|يونيفاك دي إم إس-1100 (Univac DMS-1100)

تشتمل بعض أنظمة قواعد البيانات المعروفة التي تستخدم نموذج الشبكة على:
- نظام إدارة قواعد البيانات المتكامل (IDMS)
- مدير قاعدة البيانات ريما (RDM) المضمن
- خادم مدير قاعدة البيانات ريما (RDM)
- تربو إيمدج (TurboIMAGE)
- قواعد بيانات يونيسيس أو إس 2200|يونيفاك دي إم إس-1100 (Univac DMS-1100)

## نبذة تاريخية
في عام 1969، وضع مؤتمر لغات نظم البيانات (CODASYL) أولى مواصفات نموذج قاعدة البيانات الشبكي. تبع ذلك منشور آخر عام 1971 والذي أصبح أساسًا لمعظم عمليات تنفيذ نموذج الشبكة. واستمر العمل اللاحق لذلك حتى بدايات الثمانينيات من القرن العشرين، حتى بلغ ذروته في المنظمة الدولية للمعايير (ISO)، ولكن لم يؤثر ذلك على المنتجات بدرجة كبيرة.

## كتابات أخرى
- Charles W. Bachman, The Programmer as Navigator. ACM Turing Award lecture, Communications of the ACM, Volume 16, Issue 11, 1973, pp. 653–658, ISSN 0001-0782, دُوِي:10.1145/355611.362534

## وصلات خارجية
- CODASYL Systems Committee "Survey of Data Base Systems", 1968  (edited and annotated in 2007 by Ken North)
- Network (CODASYL) Data Model